# Virginie Thirion
 (novembre 2022).
Virginie Thirion est une autrice, metteuse en scène et pédagogue franco-belge, née en 1965 à Troyes et résidant en Belgique. 

## Biographie
Adolescente, Virginie Thirion commence à faire du théâtre, activité qu'elle poursuit parallèlement à ses études supérieures : un baccalauréat en arts plastiques, une licence de psychologie. Elle est actrice en semi-professionnelle lorsqu’elle présente l'examen d'entrée à l’Institut national supérieur des arts du spectacle et des techniques de diffusion (INSAS, Bruxelles).
Diplômée de cette école supérieure en interprétation dramatique, elle joue sous la direction de Philippe Sireuil, Jean Maisonnave, Alain Cofino Gomez, Pascale Binnert tout en s’essayant en parallèle à l’écriture théâtrale. En 1993, elle suit un atelier d’écriture dramatique dirigé par Jean-Marie Piemme et organisé par Pietro Pizzuti au sein de l’association Temporalia. Elle y côtoie Linda Lewkowicz, Corinne Rigaud, Eric Durnez, Dominique Wittorski, Alain Cofino Gomez. C'est cette expérience qui l’amène à incarner son premier texte V.I.P., sous la direction d’Alain Sionneau, en complicité avec Didier Payen. 
En 1999, Virginie Thirion effectue une résidence à la  Chartreuse de Villeneuve-lès-Avignon (Centre national des Écritures du Spectacle). Pour continuer à écrire, soumettre ses textes à l’épreuve du plateau lui paraît nécessaire : elle franchit le pas de la mise en scène en 2001 avec son texte Zéphira. Les pieds dans la poussière, ré-écriture de Médée sur base de faits réels. Elle en élabore la mise scène avec l'aide de la chorégraphe et danseuse Dominique Duszynski.
Depuis Virginie Thirion poursuit en parallèle une triple carrière d'autrice, de metteuse en scène et de pédagogue.

## Œuvres
Liste des textes théâtraux de Virginie Thirion, édités, sauf indication contraire, chez Lansman Éditeur. Plusieurs de ces textes ont été montés par l'autrice mais aussi par Alain Sionneau, Didier Guyon, Brigitte Bailleux, Régine Achille-Fould, Sofia Betz ou Jean-Michel D’Hoop :
- V.I.P., 1993 ;
- Zéphira. Les pieds dans la poussière, texte précédé de V.I.P. (Testatment), 2002 ;
- Rentrez vos poules…, Manon - 45 kg - 7 000 m2, Écris que tu m'embrasses, triptyque composé de monologues sur l'identité paru en 2007 ;
- Briques réfractaires, 2008 ;
- Un pied dans le paradis, 2018.

Plusieurs textes de Virginie Thirion ont été primés : ainsi Écris que tu m'embrasses a reçu, en 2006, un prix aux Journées des Auteurs de Lyon. Certains de ses pièces ont été traduites en allemand.

## Mises en scène
Depuis 2002, Virginie met régulièrement en scène ses propres textes mais aussi ceux des autres, dont :
- Entrer dans le siècle d'Isabelle Dumont en 2006 au Théâtre Océan Nord ;
- Boxe de Jean-Marie Piemme en 2006 au Théâtre national Wallonie-Bruxelles ;
- Animal de Catherine Graindorge, Laurence Vielle, Magali Pinglaut et Pietro Pizzuti en 2012 au Théâtre Le Public ;
- Orphéon de Stanislas Cotton, en 2012 au Théâtre Le Public ;
- J'habitais une petite maison sans grâce, j’aimais le boudin (adaptation d’après Spoutnik de Jean-Marie Piemme) en 2013 au Théâtre Varia ;
- Europeana, une brève histoire du XXe siècle de Patrik Ourednik, en 2015, au  Théâtre Les Tanneurs ;
- Une veillée de Gary Kirkham, en 2016 au Théâtre Le Public et au Théâtre de Namur[2].

La mise en scène de son texte Écris que tu m'embrasses a valu à Virginie Thirion, en 2006, le prix des metteurs en scène belges décerné par le Centre des Écritures dramatiques Wallonie - Bruxelles (prix Ced-WB). Né d'une proposition de Nadine Ganasse, le spectacle L'iceberg qui cache la forêt, qui croisait danse et texte, a reçu en 2010 une mention spéciale du prix Ced-BW des metteurs en scène.

## Autres activités
En 2001, Virginie Thirion intègre l’équipe pédagogique de l’École du Futur, projet pédagogique de l’Athénée Provincial de Mons qui tente l’intégration de la pratique théâtrale dans un cursus plus classique. Durant dix années, elle va coordonner l’activité d’artistes au sein de cette athénée, en lien avec la Fabrique de Théâtre à Frameries.
À partir de 2006, Virginie Thirion donne cours à l’INSAS. En 2007, elle y pose les bases d’un séminaire confrontant les étudiants à la pratique de l’écriture théâtrale. En 2008, elle intègre le groupe de travail chargé de la conception du master Écriture Cinéma et Théâtre. Le master est ouvert en septembre 2010. Elle en assume la coordination depuis 2013.
Virginie Thirion assure régulièrement la direction d’ateliers d’écriture, et l’accompagnement individuel d’autrices et d’auteurs.